# Victoria-Hillside (circonscription britanno-colombienne)
Pour les articles homonymes, voir Victoria et Hillside.
Circonscription électorale provinciale du Canada
Victoria-Hillside est une ancienne circonscription provinciale de la Colombie-Britannique représentée à l'Assemblée législative de la Colombie-Britannique de 1991 à 2009.

## Géographie
La circonscription représentait une partie de la ville de Victoria dans le district régional de la Capitale.

## Liste des députés
| Législature                                         | Années                                              | Député                                              | Député                                              | Parti                                               |
| Victoria-Hillside Circonscription issue de Victoria | Victoria-Hillside Circonscription issue de Victoria | Victoria-Hillside Circonscription issue de Victoria | Victoria-Hillside Circonscription issue de Victoria | Victoria-Hillside Circonscription issue de Victoria |
| --------------------------------------------------- | --------------------------------------------------- | --------------------------------------------------- | --------------------------------------------------- | --------------------------------------------------- |
| 35e                                                 | 1991–1996                                           |                                                     | Robin Blencoe                                       | Néo-démocratique                                    |
| 36e                                                 | 1996–2001                                           |                                                     | Steve Orcherton                                     | Néo-démocratique                                    |
| 37e                                                 | 2001–2005                                           |                                                     | Sheila Orr                                          | Libéral                                             |
| 38e                                                 | 2005–2009                                           |                                                     | Rob Fleming                                         | Néo-démocratique                                    |
| Circonscription abolie, voir Victoria-Swan Lake     |                                                     |                                                     |                                                     |                                                     |